# 高柳先男
高柳 先男（たかやなぎ さきお、1937年4月3日 - 1999年7月16日）は、日本の政治学者。専門は国際政治学。元中央大学法学部教授。平和学研究で知られ、日本平和学会会長を務めた。

## 来歴
愛知県生まれ。1956年愛知県立時習館高等学校卒業。1960年中央大学法学部政治学科卒業、1963年同大学院法学研究科修士課程修了。1966年同大学院法学研究科博士課程中退（指導教授：小松春雄）。中央大学法学部助手、1969年同法学部助教授、1976年同法学部教授。1979年同大学院法学研究科教授。1981年エクス＝マルセイユ大学客員教授。1985年社会科学高等研究院客員教授。1987年フランス国立科学研究センター客員教授。1988年中央大学社会科学研究所所長。1990年国際協力事業団フィジー国別評価調査団団長。1991年司法試験第二次試験考査委員（旧司法試験）。1993年シェフィールド大学客員教授。1994年同国際交流センター所長。1998年再びエクス＝マルセイユ大学客員教授。1999年中央大学在職中に死去。

## 受賞歴
1988年『ヨーロッパの精神と現実』で毎日出版文化賞受賞。

## 著書

### 単著
- 『ヨーロッパの精神と現実』（勁草書房 1987年）
- 『パワー・ポリティクス――その原型と変容』（有信堂高文社 1991年）
- 『戦争を知るための平和学入門』（筑摩書房 2000年）

### 共編著
- （関寛治共著『同時代への視座――軍拡・デタント・第三世界』（三嶺書房 1985年）
- （古城利明共編『世界システムと政治文化』（有信堂高文社 1986年）
- （吉沢四郎共編『日本ODAの総合的研究――タイにおける事例』（中央大学出版部 1995年）
- 『ヨーロッパ統合と日欧関係』中央大学出版部 1998年）
- 『ヨーロッパ新秩序と民族問題』（中央大学出版部 1998年）
- （阿部齊・内田満共編『現代政治学小辞典』（有斐閣 1999年）

### 訳書
- A・F・K・オーガンスキー『政治発展の諸段階』（福村出版 1968年）
- ディーター・ゼングハース『軍事化の構造と平和』共編訳（中央大学出版部 1986年）
- ヨハン・ガルトゥング『90年代日本への提言――平和学の見地から』共訳（中央大学出版部 1989年）
- ガルトゥング『平和への新思考』（勁草書房 1989年）
- ガルトゥング『構造的暴力と平和』共訳（中央大学出版部 1991年）
- アントニー・D・スミス『ナショナリズムの生命力』（晶文社 1998年）